# Anseau Ier de Traînel
Anseau Ier de Traînel, dit l'Ancien ou le Vieux, ou Anseu, Ansel, Anselme, (né vers 1085, † en 1146) est le second fils de Garnier Ier de Traînel, seigneur de Traînel. Il est seigneur de Traînel, en Champagne, au début et au milieu du XIIe siècle.

## Biographie

### Origines et début de carrière
Né vers 1085, Anseau Ier de Traînel est le second fils de Garnier Ier, seigneur de Traînel, et d'Adélaïde, dont le nom de famille est inconnu.
Après 1110, à la mort de son père, il hérite de la seigneurie familiale de Traînel, alors que son frère aîné Pons est devenu moine, probablement pour expier ses fautes.

### Rapport avec le clergé
Anseau Ier a fait preuve tout au long de sa vie de générosité envers le clergé et n'est connu dans les chartes que par des dons de lui ou de ses amis envers la religion.
En 1127, il contribue avec Milon de Nogent et Eudes de Villemaur à la fondation de l'abbaye de Vauluisant et lui donne le droit d'acquérir dans les terres de sa justice tout ce que les moines pourront obtenir des largesses des possesseurs.
En 1131, il participe également à la fondation de l'abbaye d'Andecy en lui donnant la grosse dime d'Échemines.
En 1142, il fait plusieurs donations lors de l'entrée des religieuses de l'abbaye du Paraclet au prieuré de Saint-Marie-Madeleine de Traînel. La même année, il donne à l'abbaye du Paraclet le droit d'usage dans tous ses bois.
En 1145, avec sa femme Hélissent et ses enfants Anseau et Garnier, il abandonne à l'abbaye Saint-Loup de Troyes, toutes réclamations relatives aux femmes libres de la rivière de l'Ardusson.

### Fin de vie
Anseau Ier de Traînel meurt vers 1146 alors que ses deux fils se préparaient à partir pour la deuxième croisade et est inhumé à la chapelle Notre-Dame de l'abbaye de Vauluisant.

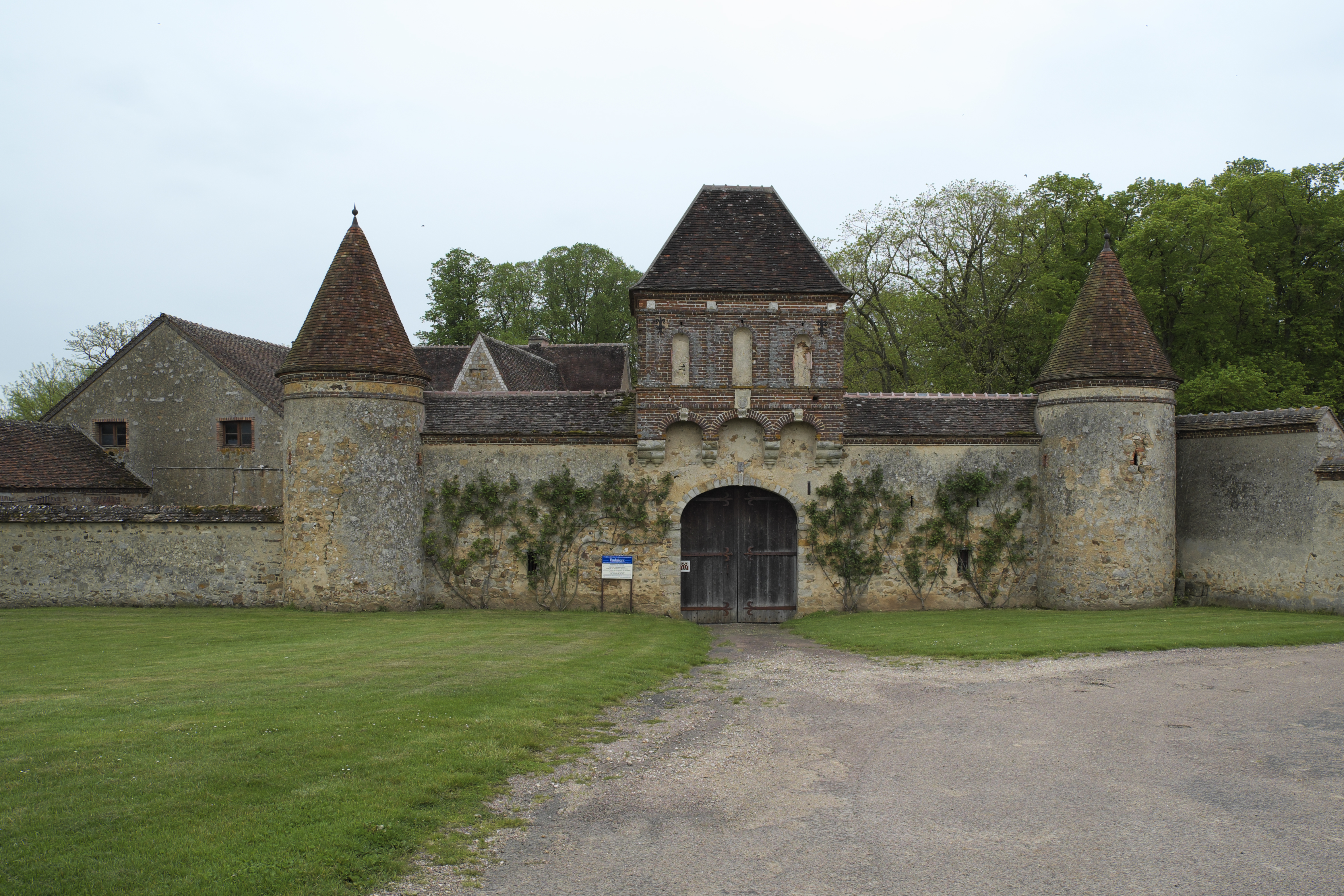
Portail de l'abbaye de Vauluisant.

C'est son fils, Anseau II qui lui succède à la tête de la seigneurie de Traînel tandis que le second, Garnier II, hérite de celle de Marigny,.

## Mariage et enfants
Il épouse Hélissent de Montmirail, fille de Gaucher de Montmirail, seigneur de Montmirail et de la Ferté-Gaucher, et d’Élisabeth de Châtillon, dont il a cinq enfants, :
- Anseau II de Traînel, qui succède à son père ;
- Élisabeth de Traînel, qui épouse Hugues III de Plancy, d'où postérité ;
- Garnier II de Traînel, tige de la branche dite de Marigny ;
- Garin de Traînel, qui se fit convers à Prully. Le nom de son épouse est inconnu, mais il a au moins deux enfants :
  - Philippe de Traînel, abbé de Saint-Loup de Troyes,
  - Théceline de Traînel, dame d'Ermel ;
- Milon de Traînel, abbé de Saint-Marien d’Auxerre en 1155 à 1202.

Une fois veuve, Hélissent de Montmirail se retire au prieuré de Foicy dont elle devient prieure.

## Confusion historique
Plusieurs historiens du XIXe siècle ont fait d'Anseau le fils aîné et successeur de Pons Ier,, mais ils l'ont confondu avec un autre Anseau qui lui serait bien le fils aîné de Pons Ier mais qui serait sans doute décédé jeune avant son père.
En effet, le troisième fils de Pons, Philippe, dit également Milon, devient évêque de Troyes en 1081 et doit avoir au minimum une vingtaine d'années (il sera évêque pendant quarante ans). L'historien Edouard de Saint Phalle émet l'hypothèse qu'il serait né vers 1058 et que ses parents se seraient mariés vers 1055. Il semble donc impossible que le fils aîné, né donc vers 1055, soit encore vivant en 1146 avec deux fils encore en âge partir pour les croisades. Il s'agit donc très probablement de deux Anseau différents, le premier étant probablement mort jeune. De plus, c'est le deuxième fils, Garnier, qui succède à Pons, car c'est lui et non pas Anseau qui est attesté comme seigneur de Traînel dans une charte de 1095.